# Home Farm F.C.
Home Farm Football Club – irlandzki klub piłkarski z siedzibą w Whitehall, dzielnicy Dublina, stolicy państwa.

## Osiągnięcia
- Puchar Irlandii (FAI Cup): 1975
- Tarcza pierwszej ligi (League of Ireland First Division Shield): 1998
- FAI Intermediate Cup (3): 1963, 1967, 1968
- Leinster Senior Cup: 1964

## Historia
Początki klubu sięgają połowy lat 20., kiedy to Leo Fitzmaurice, brat transatlantyckiego pilota Jamesa Fitzmaurice’a, zorganizował uliczną ligę piłkarską na obszarze Drumcondra i Whitehall, północnych przedmieść Dublina leżących na obszarze znanym pod nazwą Northside. Liga ta początkowo składała się z 5 drużyn – Drumcondra Road, Ormonde Road, Hollybank Road, Richmond Road oraz Home Farm Road. W 1928 stojący na czele klubu Richmond Road Don Seery i kierujący zespołem Home Farm Road Brendan Menton połączyli swoje zespoły w jeden klub – Home Farm Football Club.
Menton w przyszłości został prezesem irlandzkiej federacji piłkarskiej (Football Association of Ireland), natomiast Seery był ojcem Ronana Seery, założyciela klubu Dublin City. Home Farm zaraz po utworzeniu zaczął rozgrywać swoje mecze domowe przy Griffith Avenue. Drużyna początkowo występowała w strojach w czarno-złote paski, gdyż tylko koszulki o takich barwach były dostępne na jarmarku. Dopiero w następnym sezonie zmieniono stroje na niebiesko-białe.
Home Farm wkrótce zyskał sobie reputację klubu, który przekształca młodych chłopców w wieku szkolnym w reprezentantów kraju. W 1936, gdy Home Farm zwyciężył w turnieju Free State Minor Cup, do drużyny wstąpił Johnny Carey. W 1937 Carey, oraz Paddy Farrell i Kevin O’Flanagan, byli co najmniej trzema byłymi graczami Home Farm, którzy zostali reprezentantami Irlandii.
Carey i O’Flanagan wspólnie zadebiutowali 7 listopada 1937 roku w meczu z Norwegią (kwalifikacje do finałów mistrzostw świata w 1938 roku). Mecz zakończył się remisem 3:3, a O’Flanagan zdobył dla Irlandii jedną z bramek. Carey stał się później legendą klubu Manchester United i był jednym z pierwszych wychowanków Home Farm, który został graczem MU.
Taką samą drogę przeszedł Liam Whelan – jeden spośród tzw. dzieci Busby’ego, który należał do grona ofiar katastrofy monachijskiej. W jego ślady poszedł w 1957 roku Johnny Giles, który później stał się wiodącą postacią klubu Leeds United w latach 60. i 70.
W latach 60. Home Farm wychował dwudziestu reprezentantów kraju, a wśród nich Paddy Mulligan. Pewne sukcesy odniosła także drużyna seniorów, która trzykrotnie zdobyła puchar FAI Intermediate Cup (puchar dla irlandzkich klubów spoza ligi) – w 1963, 1967 i 1968, docierając także dwukrotnie do finału tej imprezy – w 1966 i 1970. Home Farm wygrał w 1964 roku Leinster Senior Cup, pokonując w finale Dundalk. W tym okresie drużyna Home Farm do lat 14, którą kierował Joe Fitzpatrick, zapisała się do księgi rekordów Guinnessa, wygrywając w latach 1968–1971 79 meczów z rzędu.
W 1972 zarządzający klubem Home Farm Brendan Menton i Don Seery postanowili dać szansę drużynie seniorów sprawdzenia się w rozgrywkach ligowych. W tym celu zdecydowali się wchłonąć mający 6000 £ długu klub Drumcondra Dublin, przejmując ich miejsce w lidze dla klubu Home Farm. Wraz z przejętym klubem Home Farm uzyskał własny stadion – Tolka Park. Początkowo klub zgodził się występować pod nazwą Home Farm Drumcondra, lecz już po roku wrócił do nazwy Home Farm.
W 1975 Home Farm zdobył swój pierwszy i jak dotąd jedyny Puchar Irlandii. Drużyna, której trenerem był Dave Bacuzzi, mająca w składzie takich graczy jak Noel King, Martin Murray czy Dermot Keely, pokonała w drodze do finału Dundalk, Cork Celtic i St. Patrick’s Athletic F.C. W finale na Dalymount Park Home Farm pokonał Shelbourne Dublin 1:0. Home Farm okazał się pierwszym od 40 lat klubem o statusie amatorskim, który zdobył to trofeum.
Dzięki pucharowi Home Farm wystartował w Pucharze Zdobywców Pucharów w sezonie 1975/76. Już w pierwszej rundzie irlandzki klub trafił na finalistę Pucharu Francji RC Lens. Po remisie 1:1 w Dublinie Home Farm przegrał na wyjeździe aż 0:6 i odpadł z turnieju. Był to jedyny występ klubu Home Farm w europejskich pucharach.
Zdobyty Puchar Irlandii był największym sukcesem w dziejach klubu, który grając w pierwszej lidze w latach 1972-1987 spisywał się słabo i nigdy nie zajął wyższego miejsca niż dziewiąte. Brak ligowych sukcesów pozwalał jednak klubowi kontynuować tradycję szkoleniową, dającą klubom angielskim i reprezentacji Irlandii wielu wybitnych graczy, takich jak Liam Brady czy Ronnie Whelan. W latach 80. Brady i Whelan stali się kluczowymi graczami londyńskiego Arsenalu i Liverpoolu oraz kierowanej przez Jacka Charltona reprezentacji Éire.
W 1995 roku Home Farm związał się z klubem Everton F.C. Zawarty układ sponsorski sprawił, że klub ten znany był jako Home Farm Everton. W ramach umowy Everton uzyskał pierwszeństwo w wyborze najlepszych zawodników klubu Home Farm – w 1996 roku kontrakt z Evertonem zawarł Richard Dunne.
Na koniec sezonu 1995/96 Home Farm zajął w drugiej lidze trzecie miejsce i po zwycięskim barażu z Athlone Town wrócił do pierwszej ligi. W następny sezonie przez krótki czas piłkarzem klubu był Steve Archibald, który zagrał jednak tylko w jednym meczu przeciwko Derry City. Jego słaba postawa sprawiła, że trener zespołu Dermot Keely zrezygnował z jego usług. Powrót do pierwszej ligi nie był udany i Home Farm, rozegrawszy tylko jeden sezon, spadł z powrotem do drugiej ligi. Keely w 1998 roku doprowadził Home Farm do zdobycia tarczy drugiej ligi (League of Ireland First Division Shield). Klub występował pod nazwą Home Farm Everton do 1999 roku.
W 1999 roku zakończył się układ z Evertonem i pozbawiony finansowego wsparcia klub musiał porzucić swoje ambicje i zrezygnować z udziału w rozgrywkach ligowych. Jednak dyrektor generalny klubu Ronan Seery przekonał władze klubu, by sprzedały mu miejsce w lidze. Doprowadziło tego do podziału klubu. Seery utworzył nową zawodową drużynę o nazwie Home Farm Fingal (Fingal – stara nazwa obszaru znajdującego się na północ od Dublina), która zajęła w sezonie 1999/2000 ligowe miejsce klubu Home Farm Everton. Zespół ten w 2001 roku zmienił nazwę na Dublin City. W tym samym czasie amatorska i młodzieżowa sekcja klubu występowała ponownie pod nazwą Home Farm – przy czym drużyna seniorów przystąpiła do gry w amatorskiej lidze Leinster Senior League.

## Europejskie puchary
Legenda do wszystkich tabel:
- Q – runda eliminacyjna, 1/16, 1/8, 1/4, 1/2 – odpowiednia faza rozgrywek, Grupa – runda grupowa, 1r gr – pierwsza runda grupowa, 2r gr – druga runda grupowa, F – finał, R – runda, PO – play-off
- k. – rzuty karne, los. – losowanie, Dogr. – dogrywka, w. – zasada bramek strzelonych na wyjeździe

| Sezon   | Rozgrywki                 | Runda | Przeciwnik | Dom | Wyjazd | Ogólnie |
| ------- | ------------------------- | ----- | ---------- | --- | ------ | ------- |
| 1975/76 | Puchar Zdobywców Pucharów | 1R    | RC Lens    | 1–1 | 0–6    | 1–7     |